# 藤掛病院
医療法人馨仁会 藤掛病院（いりょうほうじんけいじんかい ふじかけびょういん）は、岐阜県可児市にある民間の病院である。医療法人馨仁会が運営する。岐阜県道64号可児金山線沿線に位置する。

## 概要
- 愛知医科大学病院、土岐市立総合病院と提携している。
- 付属施設として、「介護老人保健施設　花トピア可児」「可児市在宅介護支援センター」「グループホーム花トピア可児」などがある。
- 病床数は136床。そのうち一般病床は86床、療養病床は50床（一般療養25床　介護療養25床）。

## 診察科
- 内科
- 循環器科
- 胃腸科
- 呼吸器科
- 小児科
- 外科
- 脳神経外科
- 整形外科
- 皮膚科
- 泌尿器科
- リハビリテーション科

## 医療機関の指定等
- 保険医療機関
- 労災保険指定医療機関
- 指定自立支援医療機関（精神通院医療）
- 身体障害者福祉法指定医の配置されている医療機関
- 生活保護法指定医療機関
- 結核指定医療機関
- 原子爆弾被害者一般疾病医療取扱医療機関
- 公害医療機関
- 小児慢性特定疾患治療研究事業委託医療機関

## 交通機関
- 太多線可児駅より東へ徒歩10分。
- 名古屋鉄道広見線新可児駅より東へ徒歩10分。